# Bahnhof Raahe

Der Bahnhof Raahe wurde zwischen 1889 und 1890 als vorläufiger Endpunkt der Bahnstrecke Tuomioja–Lappi von der privaten Eisenbahnaktiengesellschaft Raahe (Raahen rautatieosakeyhtiö) erbaut. Der Architekt ist unbekannt. Der Bahnhof umfasst auch einen Park mit Anpflanzungen und hatte ursprünglich eine Zollabfertigung. Für die Behandlung der Lokomotiven der Privatbahn war ein dreiständiger Lokschuppen vorhanden.

## Geschichte
Am 10. August 1899 wurde die Strecke Lappi–Tuoioja an die Bahnstrecke Seinäjoki–Oulu angeschlossen und der erste Zug erreichte den Bahnhof. Die feierliche Inbetriebnahme des Bahnhofs fand am 5. Dezember 1899 zum 250. Jahrestag der Stadt Raahe statt.
Am 1. September 1900 folgte die Verlängerung von Raahe zum Hafen in Lapaluoto. Andere Quellen sprechen vom 1. September 1968.
Nach der Unabhängigkeit Finnlands wurde die Bahnstrecke mit dem Bahnhofsgebäude am 27. Februar 1926 für einen Kaufpreis von 2.600.000 Mark von VR-Yhtymä, der staatlichen Eisenbahngesellschaft, übernommen. Die Stadt kaufte alle Anschlussgleise im Hafengebiet.
Der Personenverkehr wurde im Herbst 1966 eingestellt. 2001 wurde die Strecke, auf der weiter umfangreicher Güterverkehr zu den Häfen der Stadt stattfindet, elektrifiziert.

## Bahnhofsgebäude
Der Fahrkartenverkauf wurde 2010 eingestellt, 2013 wurde das Bahnhofsgebäude in Privatbesitz überführt. Es beherbergt 13 Kleinunternehmer, die Designprodukte wie Schmuck, Keramik, Puppen und Textilien produzieren, die vor Ort verkauft werden. Darüber hinaus gibt es Galerieräume und ein kleines Café.
Das Bahnhofsgelände mit verschiedenen Gebäuden steht unter Denkmalschutz.